# Kokology
Kokology ist ein „Spiel der Selbsterkenntnis“, welches vom japanischen TV-Quizmaster und Fernsehproduzenten Tadahiko Nagao produziert und in Zusammenarbeit mit Isamu Saito, einem Professor an der Risshō-Universität in Japan, entwickelt wurde. Dieses Spiel stellt unscheinbare Fragen, deren Antworten dann einem tieferen Sinn zugeordnet werden.
Vom klassischen Psychotest, bei dem erst die Fragen beantwortet und dann aus den gegebenen Antworten ein Gesamtwert gebildet wird, unterscheidet sich Kokology dadurch, dass jeder Frage unmittelbar eine meist nachvollziehbare und logische Abstraktion folgt. Lässt man sich auf das Spiel ein, lässt z. B. die Beobachtung von Naschgewohnheiten oder des Umgangs mit plötzlichen Regenschauern Möglichkeiten der Selbstreflexion zu und regt zum Nachdenken an.
Die Wirkung basiert bei vielen Fragen auf dem Barnum-Effekt.